# Oleifere
Als Oleiferen bezeichnet man Hyphen, die einen ölartigen Inhalt haben, sodass sie sich unter dem Mikroskop durch ihre Lichtbrechung von ähnlichen Hyphen unterscheiden. Auch die Gloeoplere Hyphen der Täublinge und Milchlinge werden als Oleiferen bezeichnet.